# Alleanza Patriottica (Grecia)
Alleanza Patriottica (in greco Πατριωτική Συμμαχία?, Patriotiki Symmachia) è stato un partito politico nazionalista greco fondato nel 2004 e discioltosi nel 2007. Il partito era membro del Fronte Nazionale Europeo.